# Dascyllus reticulatus
Dascyllus reticulatus, một số tài liệu tiếng Việt gọi là cá thia đồng tiền viền bên, là một loài cá biển thuộc chi Dascyllus trong họ Cá thia. Loài này được mô tả lần đầu tiên vào năm 1846.

## Từ nguyên
Tính từ định danh reticulatus trong tiếng Latinh mang nghĩa là "có dạng lưới", hàm ý đề cập đến các đường viền của vảy cá tạo thành kiểu hình mắt lưới trên thân của chúng.

## Phạm vi phân bố và môi trường sống

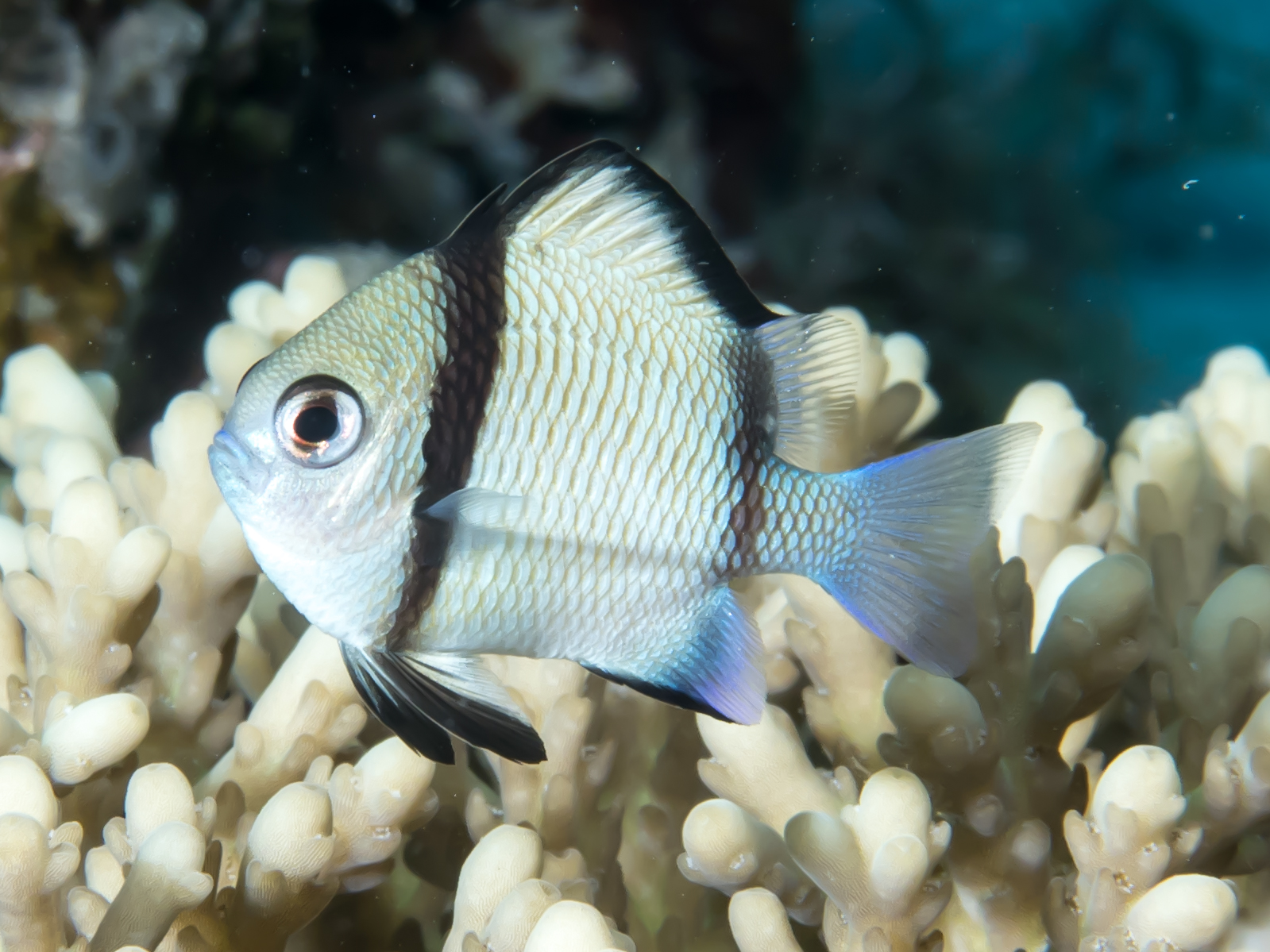
D. reticulatus

D. reticulatus được phân bố tập trung ở Đông Ấn Độ Dương và Tây Thái Bình Dương. Từ quần đảo Cocos (Keeling), phạm vi của loài cá này trải dài về phía đông, băng qua vùng biển các nước Đông Nam Á đến quần đảo Samoa và quần đảo Line (không được tìm thấy ở quần đảo Hawaii và quần đảo Société), ngược lên phía bắc đến vùng biển phía nam Nhật Bản, giới hạn phía nam đến Úc (bao gồm bãi cạn Rowley, rạn san hô Great Barrier và đảo Lord Howe).
Tại Việt Nam, D. reticulatus được ghi nhận tại đảo Lý Sơn (Quảng Ngãi); cù lao Chàm (Quảng Nam); vịnh Nha Trang và vịnh Vân Phong (Khánh Hòa); bờ biển Ninh Thuận; cù lao Câu và một số đảo đá ngoài khơi Bình Thuận; đảo Phú Quốc và quần đảo An Thới (Kiên Giang); Côn Đảo; cũng như tại quần đảo Hoàng Sa và quần đảo Trường Sa.
D. reticulatus sống trên các rạn san hô viền bờ và trong đầm phá ở độ sâu đến ít nhất là 50 m, được tìm thấy gần các cụm san hô nhánh (đặc biệt là san hô Pocillopora eydouxi).

## Mô tả

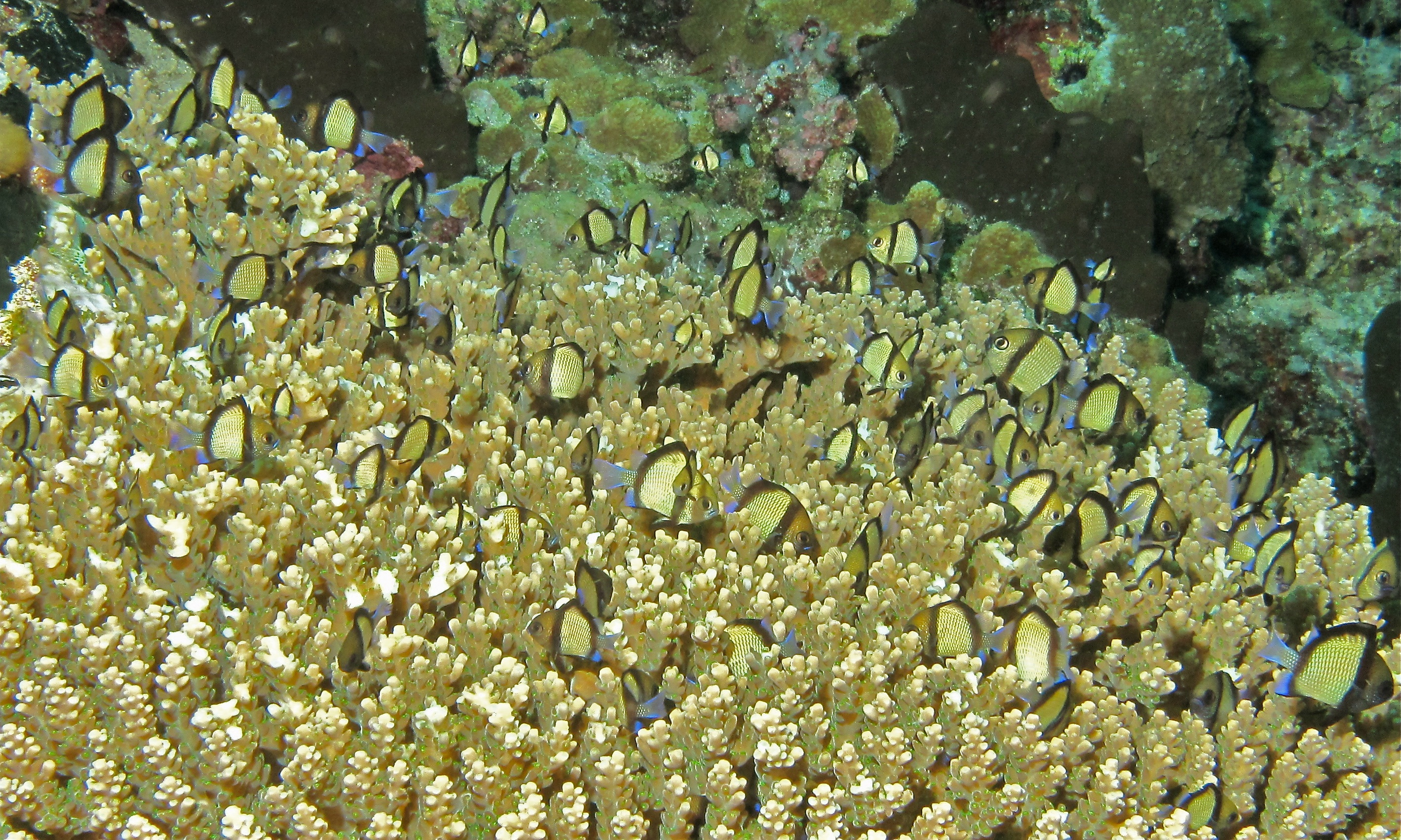
Một đàn D. reticulatus

Chiều dài cơ thể lớn nhất được ghi nhận ở D. reticulatus là 9 cm. D. reticulatus có màu vàng nâu nhạt hoặc gần như trắng với một dải sọc đen ở sau đầu và băng qua gốc vây ngực. Dải sọc thứ hai mờ hơn từ vây lưng sau băng xuống thân sau. Môi trên có sọc viền màu xanh lam. Dải đen dọc theo nửa trên của phần gai vây lưng (nửa dưới cùng màu với thân), vây lưng mềm gần như trong suốt hoặc phớt xanh (phía trước có vạch đen). Vây hậu môn tương tự vây lưng mềm. Vây bụng có màu đen. Vây ngực và vây đuôi trong suốt.
Số gai ở vây lưng: 12; Số tia vây ở vây lưng: 14–16; Số gai ở vây hậu môn: 2; Số tia vây ở vây hậu môn: 12–14; Số gai ở vây bụng: 1; Số tia vây ở vây bụng: 5; Số tia vây ở vây ngực: 19–21; Số vảy đường bên: 20; Số lược mang: 24–29.

## Sinh thái học

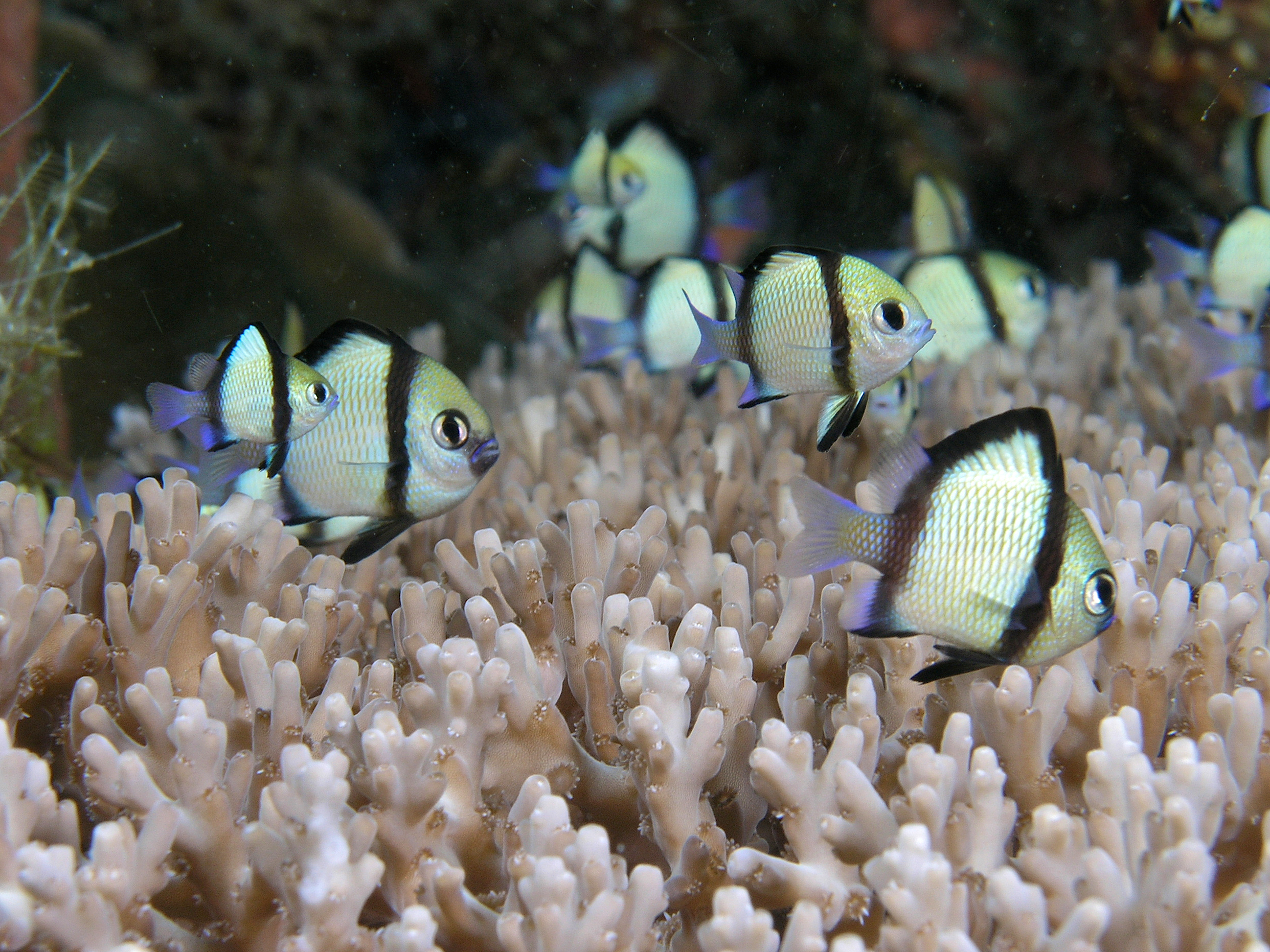
Một nhóm D. reticulatus trên cụm san hô nhánh

Thức ăn của D. reticulatus có thể là các loài động vật phù du. Chúng thường sống tập trung thành đàn. Cá đực có tập tính bảo vệ và chăm sóc trứng; trứng có độ dính và bám vào nền tổ. Cá đực chuẩn bị tổ bằng cách dùng miệng làm sạch một bề mặt đá hoặc san hô, nơi cá cái sẽ đẻ trứng lên. Một cá thể lai tạp giao giữa D. reticulatus và Dascyllus aruanus đã được phát hiện tại rạn san hô Great Barrier.
Sự ấm lên của đại dương có thể tác động tích cực đến sự phát triển của cá bột, nhưng lại mang ảnh hưởng tiêu cực đến khả năng kiếm ăn, tăng trưởng và sinh sản của cá trưởng thành. Ở những loài cá thia, nếu nhiệt độ đại dương tăng lên, hoạt động trao đổi chất và khả năng bơi của chúng sẽ giảm đi đáng kể, bao gồm cả D. reticulatus. Tuy nhiên, một nghiên cứu cho thấy rằng, tốc độ bơi tự nhiên của D. reticulatus lại tăng nhanh nếu nhiệt độ nước tăng trong phạm vi dưới ngưỡng tối ưu (24–29 °C) mà D. reticulatus thích nghi được (khoảng 22–31 °C).

## Phân loại học
D. reticulatus tạo thành một nhóm phức hợp loài cùng với Dascyllus flavicaudus, Dascyllus carneus và Dascyllus marginatus. Phức hợp Dascyllus trimaculatus được tách ra từ phức hợp reticulatus vào khoảng 3,9 triệu năm trước (Thế Pleistocen).
Tình trạng phân loại học của D. reticulatus khá là phức tạp. McCafferty và cộng sự (2002) nhận thấy rằng, quần thể D. reticulatus được chia thành hai dòng khác nhau và tách biệt về mặt địa lý, dòng phía bắc phạm vi có quan hệ cận ngành với D. flavicaudus, còn dòng thứ hai hợp thành nhóm chị em với D. carneus. McCafferty và cộng sự không tìm thấy bất kỳ sự khác biệt nào trong trình tự DNA ty thể (mtDNA) để phân biệt giữa D. flavicaudus và dòng D. reticulatus phía bắc. Nếu chúng được xếp vào nhóm loài đồng nghĩa với nhau, cái tên Dascyllus reticulatus sẽ được ưu tiên hơn Dascyllus flavicaudus. Ngược lại, dòng D. reticulatus phía nam, chị em với D. carneus, sẽ cần một danh pháp mới nếu dòng này được xem là một loài hợp lệ, và Dascyllus xanthosoma là danh pháp sẵn có cho dòng D. reticulatus này.